# Xg sistem antigena
Xg antigen je otkriven na površini eritrocita tek 1962. Prepoznali su ga istraživači MRC Blood Group Unit.
PBDX gen koji kodira ovaj antigen nalazi se na kratkom kraku X hromosoma.
Budući da muškarci normalno imaju samo jedan X hromosom označavaju se kao hemizigoti (u smislu “poluzigoti”). S obzirom na to da žene imaju dve kopije gena i mogu biti heterozigotne za prisustvo ili odsustvo funkcionalne varijante gena, one mogu (u procesu lionizacije, tj. deaktiviranja jednog X hromosoma) ispoljiti prisustvo odgovarajućeg (Xg) proteina na samo nekim od njihovih crvenih krvnih zrnaca.
| Populacija               | Veličina uzorka (N) | Xg % |
| Australski Aboridžini    | 352                 | 79   |
| Evropljani               | 5.388               | 66   |
| Indijci                  | 100                 | 65   |
| Izraelci                 | 201                 | 66   |
| Kinezi                   | 171                 | 60   |
| Navaho Indijanci         | 308                 | 77   |
| Novogvinejci             | 263                 | 85   |
| Njujorški Afroamerikanci | 219                 | 55   |
| Sardinijci               | 322                 | 76   |
| Tajvanci                 | 178                 | 53   |